# Lúcio Sêxtio Laterano
Lúcio Sêxtio Laterano (em latim: Lucius Sextius Lateranus) foi um político da gente Sêxtia da República Romana, eleito cônsul em 366 a.C.. Foi o primeiro cônsul plebeu da história romana e o primeiro de sua gente a chegar ao consulado. Antes disto, foi tribuno da plebe de 376 até 367 a.C. e, juntamente com Caio Licínio Calvo Estolão, um dos principais responsáveis pela aprovação das Leges Liciniae Sextiae, as leis que permitiram à plebe o acesso ao cargo de cônsul e criaram a magistratura do pretorado.

## Tribuno da plebe (376 a 367 a.C.)
Lúcio Sêxtio e Caio Licínio vetaram por cinco anos consecutivos as eleições de novos tribunos consulares (entre 375 e 371 a.C.) como retaliação pelo veto posto pelos demais tribunos da plebe, aliados dos patrícios, às suas propostas que visavam melhorar a situação social e política da plebe.
| “ | Foram eleitos Caio Licínio e Lúcio Sêxtio, que só propuseram leis para limitar a influência dos patrícios e avançar os interesses da plebe. Uma destas medidas tinha a ver com o problema da dívida e prescrevia que a soma paga como juros fosse paga de partida e o restante, em três parcelas de igual valor. Outra proposta tinha a ver com a limitação da posse das terras e estipulava que ninguém poderia possuir mais do que 500 acres. Uma terceira sugeria que não fossem eleitos mais tribunos e que um dos dois cônsules fosse eleito pela plebe | ” |
|   | — Lívio, Ab Urbe condita VI, 4,35. |   |

Os anais indicam que Lúcio Sêxtio foi tribuno da plebe entre 376 e 367 a.C., um período no qual foram aprovadas as chamadas Leges Liciniae Sextiae, que reformaram a magistratura consular, reservando à plebe um dos dois postos, limitou o tamanho das propriedades rurais e regulamentou favoravelmente aos mais pobres a questão do débito.

## Primeiro consulado (366 a.C.)
Em 366 a.C., o primeiro ano depois do fim dos tribunatos consulares e o retorno do consulado, foi eleito cônsul com  Lúcio Emílio Mamercino.
Seu mandato, tranquilo do ponto de vista militar, mesmo com o temor pelo retorno dos gauleses derrotados no ano anterior, foi contrabalançado pelo luta política entre plebeus e patrícios pela eleição dos pretores, uma magistratura nova criada também no ano anterior, e dos edis.

## Crítica histórica
Esta primazia de Lúcio Sêxtio vem sendo negada por alguns historiadores que alegam que pelo menos um terço dos cônsules anteriores teriam origens plebeias. Fosse qual fosse a real composição do consulado, as nos leis estabeleceram que pelo menos um dos cônsules "poderia" ser eleito entre os plebeus. Mas foi somente a Lex Genucia (342 a.C.) que estabeleceu que um dos dois "deveria" ser plebeu.
Se pudermos confiar nos historiadores do período, é possível notar que, mas que a lei em si, Lúcio Sêxtio e Caio Licínio demonstraram uma excepcional habilidade para romper as tradições eleitorais vigentes para as principais magistraturas. Eles vetaram as eleições entre 375 e 371 a.C., e só cederam quando os problemas internos e externos da cidade permitiram a realização de eleições nas quais os tribunos consulares eleitos levariam, ao final, à aprovação, em 367 a.C., das novas leis que permitiam o acesso da plebe ao consulado.